# Abbas Abad
Abbas Abad (en persan : عباس اباد, Abbās Ābād) est un des 112 quartiers de Téhéran. Ce quartier est réputé pour les nombreux sièges sociaux d'entreprises qui y sont installés et pour la plus grande mosquée d'Iran, encore en construction : Mosallā-e Tehran.
C'est l'architecte américain Louis Kahn qui a conçu le Plan de développement d'Abbas Abad dans les années 1970 sur commande du chah Mohammad Reza Pahlavi. Un quartier moderne aurait dû être construit dans cette partie de Téhéran, qui aurait eu le nom de Shāhestān Pahlavi. Ce quartier était destiné à être réservé au gouvernement, aux ambassades et à des habitations modernes. Ce projet n'a jamais vu le jour à cause de problèmes de budget et de la révolution iranienne. La seule chose qui en reste est l'autoroute Jahān kudak (aujourd'hui appelée Haghani), qui aurait dû connecter la nouvelle ville au reste de Téhéran.